# Vzpomínky jako kapky deště
Vzpomínky jako kapky deště (japonsky おもひでぽろぽろ, Omohide poro poro) je japonský animovaný film (anime) režiséra Isao Takahaty (Hrob světlušek) produkovaný studiem Ghibli. Film vychází ze stejnojmenné mangy od Hotaru Okamoto a Juko Tone a vyšel 20. června 1991. Přestože jde film svým žánrem i stavbou naprosto proti dosavadním tradicím animovaného filmu i anime, zaznamenal v japonských kinech neočekávaný úspěch.
Vzpomínky jako kapky deště je poměrně neobvyklé anime - na rozdíl od většiny filmů tohoto žánru neobsahuje žádné akční ani milostné scény a spíše než o dobrodružný nebo romantický film jde o psychologické drama. Spolu s hlavní hrdinkou se divák vrací do dětství, kterým jej provází její dětské já. Spolu s analýzou svého dosavadního života hrdinka hledá sama sebe a řeší vztahy se svým okolím v současnosti.
Film je známý je i pod svým anglickým názvem Only Yesterday. Omohide poro poro znamená doslova Vzpomínky kap kap (poro je japonský citoslovce pro dopad kapky či slzy).